# Suid-Afrikaanse Fasciste
De Suid-Afrikaanse Fasciste (Engels: South-African Fascists, Nederlands: Zuid-Afrikaanse Fascisten), waren een fascistische/nationaalsocialistische groepering in het Zuid-Afrika van de jaren 30 van de twintigste eeuw.
De Suid-Afrikaanse Fasciste ontstonden na een zoveelste afsplitsing van de Gryshemde (Grijshemden), de grootste nationaalsocialistische beweging in Zuid-Afrika. Leider van de Suid-Afrikaanse Fasciste was Johannes von Moltke, een Zuid-Afrikaan van Duitse afkomst die in juli 1934 terechtstond wegens laster tegen Joden. De Suid-Afrikaanse Fasciste waren vooral anti-Joods en vonden dat Zuid-Afrika te kampen had met een "Joods probleem." Veel leden telde de Suid-Afrikaanse Fasciste niet en in 1941 ging de beweging op in de Herenigde Nasionale Party (Herenigde Nationale Partij). Von Moltke was na de Tweede Wereldoorlog voor de (H)NP lid van de Volksraad (tweede kamer van Zuid-Afrikaanse parlement).